# Epictia goudotii
La culebra negra ciega (Epictia goudotii) es una especie de serpiente que pertenece a la familia Leptotyphlopidae. Es una serpiente pequeña de color marrón oscuro, que pasa la  mayor parte del tiempo bajo tierra, por lo que no se ve con frecuencia, sin embargo, no es rara. Cuando su madriguera se inunda, usualmente después de fuertes lluvias, tienden a salir y esconderse en las rocas. Es originaria de México, América Central, el norte de Sudamérica y algunas islas del Caribe. Es una serpiente fosorial, no venenosa que se alimenta de pequeños invertebrados, como hormigas. Sin categorías de riesgo.

## Subespecies
Se distinguen las siguientes subespecies:
- Epictia goudotii ater (Taylor, 1940)
- Epictia goudotii bakewelli (Oliver, 1937)
- Epictia goudotii goudotii (Duméril & Bibron, 1844)
- Epictia goudotii phenops (Cope, 1875)